# Elecciones presidenciales de Estados Unidos de 1980 en California
Las elecciones presidenciales de Estados Unidos en California de 1980 fueron las elecciones presidenciales de Estados Unidos de 1980 en el estado de California. Los californianos votaron por el ex gobernador de California del partido republicano, Ronald Reagan, contra el candidato demócrata, y el incumbente Jimmy Carter.

## Resultados
| Elecciones presidenciales de Estados Unidos en California de 1980 | Elecciones presidenciales de Estados Unidos en California de 1980 | Elecciones presidenciales de Estados Unidos en California de 1980 | Elecciones presidenciales de Estados Unidos en California de 1980 | Elecciones presidenciales de Estados Unidos en California de 1980 | Elecciones presidenciales de Estados Unidos en California de 1980 |
| Partido                                                           | Partido                                                           | Candidato                                                         | Votos                                                             | Porcentaje                                                        | Votos electorales                                                 |
| ----------------------------------------------------------------- | ----------------------------------------------------------------- | ----------------------------------------------------------------- | ----------------------------------------------------------------- | ----------------------------------------------------------------- | ----------------------------------------------------------------- |
|                                                                   | Republicano                                                       | Ronald Reagan                                                     | 4,524,858                                                         | 52.69%                                                            | 45                                                                |
|                                                                   | Democrático                                                       | Jimmy Carter (incumbente)                                         | 3,083,661                                                         | 35.91%                                                            | 0                                                                 |
|                                                                   | Independiente                                                     | John B. Anderson                                                  | 739,833                                                           | 8.62%                                                             | 0                                                                 |
|                                                                   | Libertario                                                        | Ed Clark                                                          | 148,434                                                           | 1.73%                                                             | 0                                                                 |
|                                                                   | Independiente                                                     | Barry Commoner                                                    | 61,063                                                            | 0.71%                                                             | 0                                                                 |
|                                                                   | Paz y Libertad                                                    | Maureen Smith                                                     | 18,116                                                            | 0.21%                                                             | 0                                                                 |
|                                                                   | Independiente Americano                                           | John Rarick                                                       | 9,856                                                             | 0.11%                                                             | 0                                                                 |
|                                                                   | Sin partido                                                       | Gus Hall (write-in)                                               | 847                                                               | 0.01%                                                             | 0                                                                 |
|                                                                   | Sin partido                                                       | Andrew Pulley (write-in)                                          | 231                                                               | 0.00%                                                             | 0                                                                 |
|                                                                   | Sin partido                                                       | Percy Greaves, Jr. (write-in)                                     | 87                                                                | 0.00%                                                             | 0                                                                 |
|                                                                   | Sin partido                                                       | Ben Bubar (write-in)                                              | 36                                                                | 0.00%                                                             | 0                                                                 |
|                                                                   | Sin partido                                                       | Write-ins                                                         | 26                                                                | 0.00%                                                             | 0                                                                 |
|                                                                   | Sin partido                                                       | Deirdre Griswold (write-in)                                       | 15                                                                | 0.00%                                                             | 0                                                                 |
| Inválido o votos en blanco                                        | Inválido o votos en blanco                                        | Inválido o votos en blanco                                        |                                                                   |                                                                   | —                                                                 |
| Total                                                             | Total                                                             | Total                                                             | 8,587,063                                                         | 100.00%                                                           | 45                                                                |
| Total de votantes                                                 | Total de votantes                                                 | Total de votantes                                                 |                                                                   |                                                                   | —                                                                 |

## Resultado por condados
| Condado         | Reagan | Votos     | Carter | Votos   | Anderson | Votos   | Otros | Votos  |
| --------------- | ------ | --------- | ------ | ------- | -------- | ------- | ----- | ------ |
| Orange          | 67.90% | 529,797   | 22.65% | 176,704 | 7.09%    | 55,299  | 2.36% | 18,412 |
| Glenn           | 64.80% | 5,386     | 26.79% | 2,227   | 6.46%    | 537     | 1.95% | 162    |
| Inyo            | 64.79% | 5,201     | 25.91% | 2,080   | 6.42%    | 515     | 2.88% | 231    |
| Modoc           | 64.48% | 2,579     | 26.15% | 1,046   | 7.32%    | 293     | 2.05% | 82     |
| Sutter          | 63.47% | 11,778    | 27.50% | 5,103   | 5.87%    | 1,089   | 3.16% | 587    |
| Mono            | 62.32% | 2,132     | 25.29% | 865     | 8.83%    | 302     | 3.57% | 122    |
| San Diego       | 60.81% | 435,910   | 27.26% | 195,410 | 9.41%    | 67,491  | 2.52% | 18,055 |
| Ventura         | 60.28% | 114,930   | 29.54% | 56,311  | 7.81%    | 14,887  | 2.37% | 4,522  |
| Riverside       | 59.87% | 145,642   | 31.51% | 76,650  | 6.73%    | 16,362  | 1.90% | 4,624  |
| San Bernardino  | 59.68% | 172,957   | 31.67% | 91,790  | 6.59%    | 19,106  | 2.06% | 5,959  |
| Kern            | 59.65% | 72,842    | 33.65% | 41,097  | 4.75%    | 5,799   | 1.95% | 2,383  |
| Tehama          | 59.13% | 9,140     | 31.26% | 4,832   | 6.56%    | 1,014   | 3.05% | 471    |
| Calaveras       | 58.92% | 6,054     | 29.94% | 3,076   | 7.55%    | 776     | 3.59% | 369    |
| Tulare          | 58.32% | 41,317    | 35.51% | 25,155  | 4.58%    | 3,244   | 1.60% | 1,130  |
| El Dorado       | 58.27% | 21,238    | 29.53% | 10,765  | 9.02%    | 3,287   | 3.18% | 1,159  |
| Shasta          | 58.09% | 27,547    | 32.40% | 15,364  | 6.79%    | 3,220   | 2.71% | 1,287  |
| Colusa          | 58.00% | 2,897     | 32.13% | 1,605   | 6.51%    | 325     | 3.36% | 168    |
| Nevada          | 57.91% | 15,207    | 28.96% | 7,605   | 8.51%    | 2,235   | 4.62% | 1,214  |
| Butte           | 57.85% | 38,188    | 29.57% | 19,520  | 9.25%    | 6,108   | 3.33% | 2,196  |
| Del Norte       | 57.48% | 4,016     | 33.46% | 2,338   | 6.96%    | 486     | 2.10% | 147    |
| Yuba            | 56.28% | 7,942     | 34.70% | 4,896   | 6.22%    | 878     | 2.80% | 395    |
| Imperial        | 55.92% | 12,068    | 36.89% | 7,961   | 5.57%    | 1,203   | 1.61% | 347    |
| Amador          | 55.85% | 5,401     | 33.00% | 3,191   | 8.15%    | 788     | 3.00% | 290    |
| Siskiyou        | 55.75% | 9,331     | 33.84% | 5,664   | 7.58%    | 1,269   | 2.83% | 474    |
| San Luis Obispo | 55.56% | 38,631    | 29.50% | 20,508  | 12.09%   | 8407    | 2.85% | 1981   |
| San Joaquín     | 55.38% | 64,718    | 35.56% | 41,551  | 7.20%    | 8,416   | 1.86% | 2,178  |
| Kings           | 55.37% | 10,531    | 38.37% | 7,299   | 4.74%    | 901     | 1.52% | 290    |
| Alpine          | 55.10% | 254       | 28.85% | 133     | 10.85%   | 50      | 5.21% | 24     |
| Mariposa        | 54.96% | 3,082     | 33.68% | 1,889   | 8.17%    | 458     | 3.19% | 179    |
| Trinity         | 54.96% | 3,048     | 31.27% | 1,734   | 9.12%    | 506     | 4.65% | 258    |
| Tuolumne        | 54.85% | 8,810     | 33.92% | 5,449   | 8.65%    | 1390    | 2.58% | 414    |
| Placer          | 54.78% | 28,179    | 33.65% | 17,311  | 8.47%    | 4,356   | 3.10% | 1,594  |
| Monterey        | 54.67% | 47,452    | 33.51% | 29,086  | 9.23%    | 8,008   | 2.59% | 2,248  |
| Lassen          | 54.45% | 4,464     | 35.87% | 2,941   | 6.62%    | 543     | 3.05% | 250    |
| Santa Barbara   | 53.98% | 69,629    | 31.51% | 40,650  | 11.46%   | 14,786  | 3.05% | 3,930  |
| Napa            | 53.67% | 23,632    | 33.83% | 14,898  | 9.58%    | 4,218   | 2.92% | 1,287  |
| Lake            | 53.64% | 8,934     | 35.90% | 5,978   | 6.95%    | 1,157   | 3.51% | 585    |
| Madera          | 53.58% | 10,599    | 39.35% | 7,783   | 5.12%    | 1,013   | 1.95% | 385    |
| San Benito      | 53.33% | 4,054     | 36.16% | 2,749   | 7.26%    | 552     | 3.25% | 247    |
| Plumas          | 51.24% | 4,182     | 35.67% | 2,911   | 9.59%    | 783     | 3.49% | 285    |
| Fresno          | 51.13% | 82,515    | 40.43% | 65,254  | 6.65%    | 10,727  | 1.79% | 2,890  |
| Solano          | 50.72% | 40,919    | 38.37% | 30,952  | 8.32%    | 6,713   | 2.59% | 2,092  |
| Los Angeles     | 50.18% | 1,224,533 | 40.15% | 979,830 | 7.21%    | 175,882 | 2.46% | 59940  |
| Contra Costa    | 50.12% | 144,112   | 37.35% | 107,398 | 9.81%    | 28,209  | 2.72% | 7,826  |
| Sierra          | 49.77% | 855       | 37.89% | 651     | 9.08%    | 156     | 3.26% | 56     |
| Stanislaus      | 49.41% | 41,595    | 40.01% | 33,683  | 8.47%    | 7,134   | 2.11% | 1,774  |
| Humboldt        | 49.39% | 24,047    | 35.15% | 17,113  | 11.17%   | 5,440   | 4.30% | 2,092  |
| San Mateo       | 48.82% | 116,491   | 36.60% | 87,335  | 11.73%   | 27,985  | 2.86% | 6,826  |
| Merced          | 48.77% | 18,043    | 42.94% | 15,886  | 6.26%    | 2,316   | 2.03% | 751    |
| Sonoma          | 48.20% | 60,722    | 36.19% | 45,596  | 11.17%   | 14,068  | 4.44% | 5,599  |
| Santa Clara     | 48.02% | 229,048   | 35.01% | 166,995 | 13.73%   | 65,481  | 3.25% | 15,479 |
| Sacramento      | 47.72% | 153,721   | 40.37% | 130,031 | 9.21%    | 29,655  | 2.70% | 8,713  |
| Marin           | 45.78% | 49,678    | 36.16% | 39,231  | 12.72%   | 13,805  | 5.34% | 5,793  |
| Mendocino       | 44.05% | 12,432    | 38.21% | 10,784  | 9.73%    | 2,747   | 8.01% | 2,261  |
| Santa Cruz      | 43.53% | 37,347    | 37.70% | 32,346  | 12.34%   | 10,590  | 6.43% | 5,521  |
| Yolo            | 39.45% | 19,603    | 43.32% | 21,527  | 13.42%   | 6,669   | 3.81% | 1,891  |
| Alameda         | 37.96% | 158,531   | 48.30% | 201,720 | 9.78%    | 40,834  | 3.96% | 16,532 |
| San Francisco   | 31.87% | 80,967    | 52.43% | 133,184 | 11.56%   | 29,365  | 4.14% | 10,512 |